# حمام چهار درخت
حمام چهار درخت مربوط به دوره قاجار است و در بیرجند، خیابان شهید مطهری، محله چهار درخت واقع شده و این اثر در تاریخ ۲ شهریور ۱۳۷۸ با شمارهٔ ثبت ۲۴۰۵ به‌عنوان یکی از آثار ملی ایران به ثبت رسیده است.